# 白倉村清助
白倉村 清助（しらくらむら せいすけ、寛延2年（1749年） - 文政6年7月21日（1823年8月26日））は、江戸時代中期から後期にかけての農民、義民。

## 経歴・人物
上野国甘楽郡小幡藩領白倉村に生まれる。天明元年（1781年）武蔵国と上野国の10カ所の絹改会所の設置と改所料の徴収に反対する上州絹一揆を指導。絹改会所は設置されなかったが、頭取を務めた廉で翌年の天明2年（1782年）八丈島に流され、在島41年後に病死。同村の今助の子、清蔵は中追放の刑となり、二人は義民の兄弟として祀られている。